# Drymomyrmex fuscipennis
Drymomyrmex fuscipennis är en myrart som beskrevs av Wheeler 1915. Drymomyrmex fuscipennis ingår i släktet Drymomyrmex och familjen myror. Inga underarter finns listade i Catalogue of Life.